# Bob Daisley
Robert John Daisley (né le 13 février 1950 à Sydney) est un bassiste australien. Il a collaboré à plusieurs reprises avec Ozzy Osbourne, à la basse, aux chœurs, à la coproduction et à l'écriture de chansons. Il a également travaillé avec des groupes rock de premier plan, notamment Black Sabbath, Rainbow, Gary Moore, Chicken Shack et  Uriah Heep, entre autres.

## Biographie

### Début de carrière
Daisley a commencé à jouer de la guitare à 13 ans et est passé à la basse à 14 ans. Ses progrès rapides lui ont valu une renommée locale, notamment grâce à son travail avec le guitariste Dennis Wilson avec The Powerpact et Mecca ; Le seul single de Mecca, "Black Sally", est devenu un hit underground et a été repris par Human Instinct sur leur album Stoned Guitar. Daisley et Wilson ont ensuite formé Kahvas Jute avec les membres de Tamam Shud Tim Gaze (en) et Dannie Davidson. Ils ont sorti un album, Wide Open, sur Infinity Records en 1971.
Daisley s'est fait connaître internationalement en tant que bassiste et membre du groupe de blues anglais Chicken Shack en 1972, avant de jouer avec Mungo Jerry en 1973 et sur leur album de 1974 Long-Legged Woman Dressed in Black. Après cela, il a formé Widowmaker, contribuant à deux albums - premier album homonyme de 1975 et Too Late to Cry en 1977. La même année, il rejoint le groupe de Ritchie Blackmore Rainbow et joue plus tard sur les morceaux du Long Live Album Rock'n'Roll. Il est resté avec Rainbow jusqu'en 1979, date à laquelle il a été remplacé par l'ancien bassiste de Deep Purple, Roger Glover.

### Ozzy Osbourne
En octobre 1979, Daisley a rencontré Ozzy Osbourne dans un lieu appelé Music Machine à Camden Town, et Osbourne a rapidement suggéré de former un groupe avec l'ancien guitariste de Quiet Riot, Randy Rhoads , qu'Osbourne avait récemment rencontré à Los Angeles. Le trio a embauché l'ancien batteur de Uriah Heep, Lee Kerslake et a opté pour le nom du groupe The Blizzard of Ozz, bien qu'une maison de disques ait facturé l'acte simplement comme "Ozzy Osbourne".
Daisley a contribué à la basse et aux chœurs ainsi qu'à l'écriture et à la coproduction du premier album du groupe, Blizzard of Ozz, et a co-écrit tout le matériel de l'album suivant Diary of a Madman mais lui et le batteur Lee Kerslake ont été virés avant la sortie de l'album. Rudy Sarzo et Tommy Aldridge sont apparus à leur place sur la pochette et le générique de cet album. Daisley et Kerslake ont poursuivi avec succès Jet Records et Don Arden en 1986 pour des redevances de performance et pour que leurs crédits de performance soient ajoutés à  Diary of a Madman. Le litige concernant ces albums s'est poursuivi en 1998 lorsque Daisley et Kerslake ont poursuivi les Osbournes (qui, à l'insu de Daisley et Kerslake, avaient acheté les droits d'édition des premiers albums) pour redevances de performance et accréditation impayées. Cependant, Sharon à l'insu d'Ozzy a répondu à cela en supprimant les enregistrements originaux et en rééditant de nouvelles versions de CD avec les pistes de basse et de batterie réenregistrées par Robert Trujillo et Mike Bordin en 2002. En 2003, le procès de Daisley et Kerslake a été rejeté par le tribunal de district des États-Unis à Los Angeles. Ce rejet a été confirmé par la Cour d'appel des États-Unis pour le neuvième circuit. En 2011, Sony Legacy a sorti les deux premiers albums avec les parties de basse et de batterie de Daisley et Kerslake restaurées.
Daisley a continué à écrire et à enregistrer pour Osbourne tout au long des années 1980, jouant et/ou écrivant pour Bark at the Moon (1983), The Ultimate Sin (1986), et No Rest for the Wicked (1988). Il a maintenu sa relation de travail avec les Osbournes jusqu'à l'album No More Tears de 1991, qui présentait sa basse jouant sur toutes les pistes. Mike Inez toutefois (qui a ensuite rejoint Alice in Chains) est apparu dans les vidéos promotionnelles de l'album.

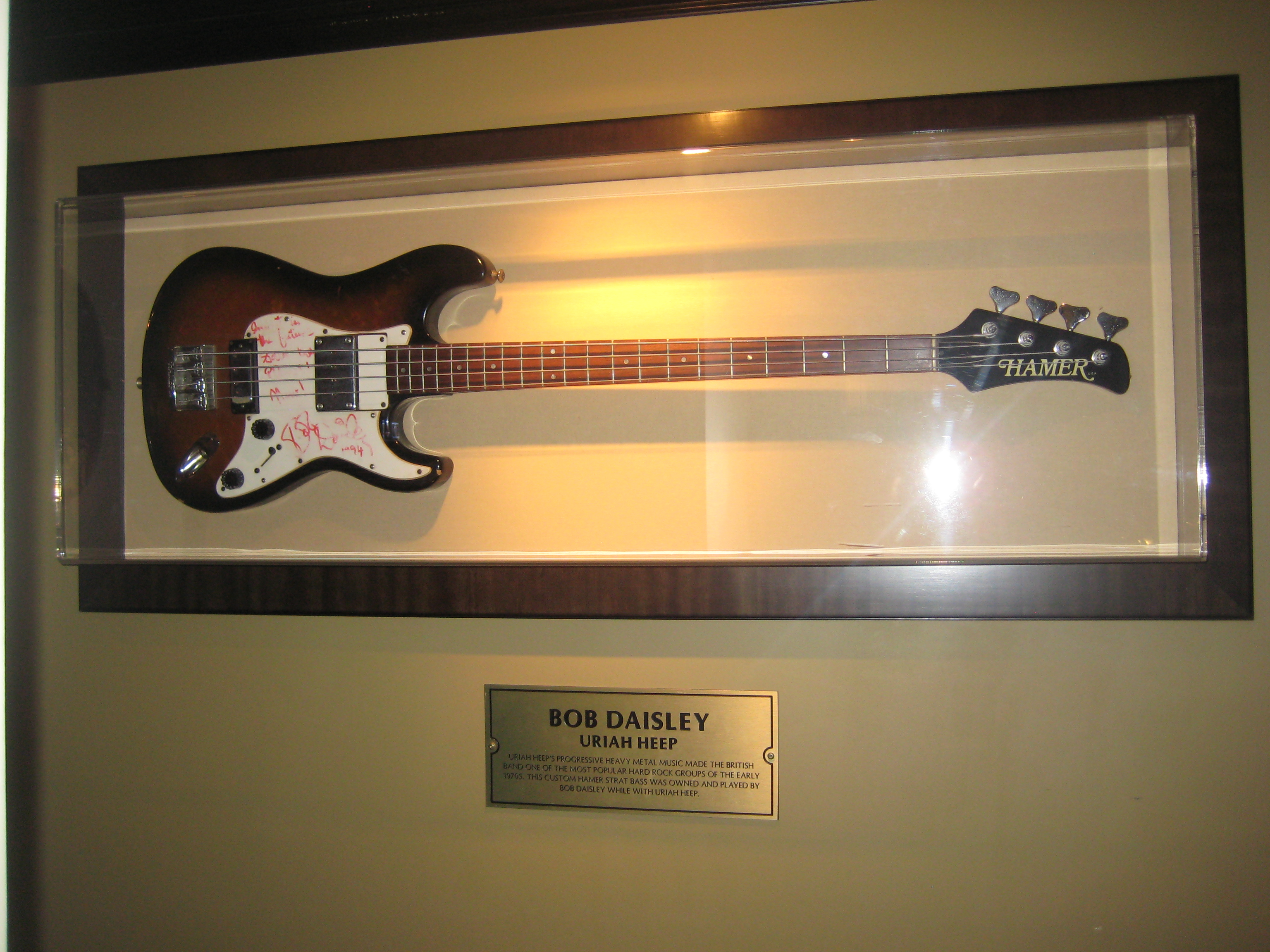
La Basse Hamer de Bob Daisley au Hard Rock Cafe à Prague en 2011

### Uriah Heep
Après avoir quitté le groupe d'Osbourne pour la première fois, Daisley a rejoint le groupe Uriah Heep réformé en 1981 aux côtés de Kerslake et est resté avec eux jusqu'à l'année suivante, enregistrant deux albums, Abominog et Head First, qui ont tous deux contribué à raviver l'intérêt pour le groupe.

### Gary Moore
Au cours de son implication intermittente avec Osbourne, Daisley a également enregistré de nombreux albums avec Gary Moore et fait de nombreuses tournées avec lui.

### Black Sabbath
En 1986, il a été approché par le producteur Jeff Glixman pour jouer sur l'album de Black Sabbath The Eternal Idol, alors que l'actuel bassiste du groupe Dave Spitz avait d'autres engagements personnels à respecter. Cependant, Spitz a été crédité sur la version finale avec lui. Daisley s'est vu offrir la place de bassiste avec Black Sabbath mais l'a refusée en raison de son engagement envers Gary Moore, avec qui il a continué à travailler de temps en temps jusqu'à la mort du guitariste en 2011.

### Autres contributions
Depuis les années 1980, Daisley a contribué à une multitude d'enregistrements en tant que bassiste, parolier et producteur, y compris des albums de Yngwie Malmsteen, Takara, Bill Ward , Black Sabbath et Jeff Watson de Night Ranger. Daisley et Watson se sont à nouveau associés et ont formé Mother's Army avec le chanteur Joe Lynn Turner et le batteur Carmine Appice. En 2003, à la suite de son deuxième procès infructueux contre Ozzy Osbourne, il s'associe avec Lee Kerslake, Steve Morse guitariste de Deep Purple et le chanteur de rock australien Jimmy Barnes pour enregistrer un album sous le nom Living Loud. Six des onze titres de l'album étaient des reprises de Blizzard of Ozz et Diary of a Madman. Don Airey a joué des claviers sur l'album Living Loud. Le 7 février 2003, Daisley a enregistré un concert en direct au Basement de Sydney avec le groupe de blues australien The Hoochie Coochie Men, pour une sortie en direct sur DVD et CD. En vedette étaient l'ancien organiste de Deep Purple Jon Lord et Jimmy Barnes. En 2007, The Hoochie Coochie Men sort l'album studio Danger: White Men Dancing, avec également Jon Lord. En septembre 2014, Daisley a été embauché pour produire le premier album du groupe de hard rock basé à Adélaïde, Cherry Grind,.

## Équipement
Daisley utilise des têtes de basse Mark Bass et des cordes Picato depuis 1972. Il a enregistré le premier solo d'Ozzy Osbourne Blizzard of Ozz avec une Gibson EB-3 blanche de 1960 ou 1961, à travers l'un des Marshall stack de Randy Rhoads, et continue d'utiliser un EB-3 rouge de 1960 à ce jour. Cependant, la suite de  Blizzard ,  Diary of a Madman  (et la plupart des autres albums sur lesquels il a enregistré) a été enregistrée avec une Fender Precision Bass.  No More Tears  a également été enregistré avec une basse P, mais un modèle du début des années 1950 avec un micro à simple bobinage (en sunburst).

## Discographie

### Kahvas Jute
- 1970 : Wide Open
- 2006 : Then Again (Live at the Basement)

### Chicken Shack
- 1973 : Unlucky Boy

### Mungo Jerry
- 1973 : Alright, Alright, Alright (single)
- 1974 : Long Legged Woman Dressed in Black

### Widowmaker
- 1976 : Widowmaker
- 1977 : Too Late to Cry

### Ritchie Blackmore's Rainbow
- 1978 : Long Live Rock 'n' Roll
- 2006 : Live in Munich 1977

### Ozzy Osbourne
- 1980 : Blizzard of Ozz
- 1981 : Diary of a Madman
- 1983 : Bark at the Moon
- 1988 : No Rest for the Wicked
- 1991 : No More Tears
- il a aussi co-écrit plusieurs chansons apparaissant sur l'album The Ultimate Sin (1986)

### Uriah Heep
- 1982 : Abominog
- 1983 : Head First

### Gary Moore
- 1983 : Victims of the Future
- 1985 : Run for Cover
- 1987 : Wild Frontier
- 1988 : After the War
- 1990 : Still Got the Blues
- 1992 : After Hours
- 2004 : Power of the Blues

### Black Sabbath
- 1987 : The Eternal Idol

### Yngwie J. Malmsteen
- 1988 : Heaven Tonight (EP)

### Stream
- 1998 : Nothing Is Sacred
- 2005 : Chasin' the Dragon

### The Hoochie Coochie Men
- 2001 : The Hoochie Coochie Men
- 2003 : Live at the Basement
- 2007 : Danger. Whitemen Dancing

### Living Loud
- 2003 : Living Loud
- 2005 : Live in Sydney 2004

### Planet Alliance
- 2006 : Planet Alliance

### Sessions
- The Tyla Gang – Tyla Gang (1991)
- Bill Ward – Ward One: Along the Way (1990)
- Jeff Watson – Lone Ranger (1992)
- Jeff Watson – Around The Sun (1993)
- Takara – Taste of Heaven (1995)
- Various artists – In From the Storm, a Jimi Hendrix tribute album (1995)
- Carmine Appice – Guitar Zeus (1995)
- Vertex – Vertex (1996)
- Warren DeMartini – Crazy Enough To Sing To You (1997)
- Takara – Eternity: Best of 93 – 98 (1998)
- Takara – Blind in Paradise (1998)
- Stream – Nothing Is Sacred (1998)
- Various Artist – Humanary Stew: Alice Cooper Tribute (1999)
- Various Artist – Forever Mod: A Tribute to Rod Stewart (1999)
- Silver – Intruder (2003)
- Karl Cochran – Voodooland (2004)
- The Legendary Zarsoff Brothers – Mixed Business (2005)
- Planet Alliance – Self Titled (2006)
- Jorge Salán – Chronicles of an Evolution (2007)
- Thomas Tomsen – Sunflickers (2010)
- Last Temptation – Last Temptation (2019)

### Vidéos VHS
- Gary Moore – Emerald Aisles (1985)
- Gary Moore – Live at Issstadion Stockholm: Wild Frontier Tour (1987)
- Gary Moore – The Video Singles (1987)
- Guitar Gods – Ritchie Blackmore (2008, interviews)